# تصوير القصبات الظليل
تصوير القَصَبات الظَّليل (بالإنجليزية: bronchography)‏ هي تقنية تصويرٍ شُعاعي، تتضمن استعمال الأشعة السينية في تصوير السبيل التنفسي بعد تغليف المسالك الهوائية بمادة تباين. نادرًا ما يُجرى تصوير القصبات الظليل، حيث أصبح غير مستعملٍ بعد تطوير التصوير المقطعي المحوسب وتنظير القصبات.